# Islands ambassadører i Andorra
Islands første ambassadør i Andorra var Sverrir H. Gunnlaugsson i 1997. Islands nuværende ambassadør i Andorra er Berglind Ásgeirsdóttir. Island har ikke nogen ambassade i Andorra.

## Liste over ambassadører
| # | Navn                    | Tid               | Slut på mission   |
| - | ----------------------- | ----------------- | ----------------- |
| 1 | Sverrir H. Gunnlaugsson | 17 juli 1997      | 18 juni 1999      |
| 2 | Sigríður Ásdís Snævarr  | 18 juni 1999      | 5 maj 2005        |
| 3 | Tómas Ingi Olrich       | 5 maj 2005        | 21 september 2012 |
| 4 | Berglind Ásgeirsdóttir  | 21 september 2012 |                   |